# Andrena mitakensis
Andrena mitakensis is een vliesvleugelig insect uit de familie Andrenidae. De wetenschappelijke naam van de soort is voor het eerst geldig gepubliceerd in 1963 door Hirashima.